# Søren Sørensen
Søren Larsen Sørensen (Drigstrup, Kerteminde, Dinamarca Meridional, 20 d'abril de 1897 – Malling, Århus, 11 de març de 1965) va ser un gimnasta artístic danès que va competir a començaments del segle xx.
El 1920 va prendre part en els Jocs Olímpics d'Anvers, on va guanyar la medalla de plata en el concurs per equips, sistema suec del programa de gimnàstica.